# Israel Bravo Cortés
Israel Bravo Cortés (* 4. Juni 1971 in El Espinal, Kolumbien) ist ein kolumbianischer Geistlicher und römisch-katholischer Bischof von Tibú.

## Leben
Israel Bravo Cortés studierte Philosophie und Katholische Theologie am Priesterseminar San José in Cúcuta. 1996 wirkte er als Diakon in der Pfarrei San Pedro Claver. Am 1. Februar 1997 empfing Bravo Cortés das Sakrament der Priesterweihe für das Bistum Cúcuta.
Bravo Cortés war zunächst als Pfarrvikar der Pfarrei Nuestra Señora del Rosario (1997) und als Pfarradministrator (1998) tätig, bevor er 1999 Pfarrer der Pfarrei San Judas Tadeo und 2000 zudem bischöflicher Delegat für die Jugendpastoral wurde. 2003 wurde Israel Bravo Cortés für weiterführende Studien nach Rom entsandt, wo er 2005 an der Päpstlichen Universität Gregoriana ein Lizenziat im Fach Soziale Kommunikation erwarb. Nach der Rückkehr in seine Heimat wirkte er als Ausbilder am Priesterseminar San José in Cúcuta. Von 2010 bis 2012 war Bravo Cortés zuerst Pfarradministrator und später Pfarrer der Pfarrei San Martín de Porres in Bogotá. Daneben erwarb er an der Päpstlichen Universität Xaveriana ein Lizenziat im Fach Katholische Theologie und absolvierte einen Jugendpastoral-Kurs am Instituto Teológico Pastoral para América Latina (ITEPAL). Ab 2013 war Israel Bravo Cortés Pfarrer der Basilica minor Nuestra Señora del Rosario de Chiquinquirá und der Pfarrei San Luis Gonzaga in Cúcuta sowie Generalvikar des Bistums Cúcuta.
Am 5. November 2021 ernannte ihn Papst Franziskus zum Bischof von Tibú. Der Apostolische Nuntius in Kolumbien, Erzbischof Luis Mariano Montemayor, spendete ihm am 5. Februar 2022 in der Kathedrale San José in Cúcuta die Bischofsweihe; Mitkonsekratoren waren der Erzbischof von Villavicencio, Óscar Urbina Ortega, und der Bischof von San Cristóbal de Venezuela, Mario del Valle Moronta Rodríguez.